# Все ненавидят Хьюго
«Все ненавидят Хьюго» (англ. Everybody Hates Hugo) — четвёртый эпизод второго сезона телесериала «Остаться в живых» и 29-й в общем счёте. Сценарий эпизода написали Эдвард Китсис и Адам Хоровиц, а режиссёром стал Алан Тейлор. Премьерный показ состоялся 12 октября 2005 года на канале ABC.
В этом эпизоде воспоминания показывают, почему Хёрли неуверенно чувствует себя на своей новой должности по сортировке еды, найденной на недавно обнаруженной станции «Лебедь». Между тем несколько выживших на острове начинают волноваться из-за того, что плот, посланный ими за помощью извне, наверно уплыл не так далеко, как они надеялись. Джек и Саид исследуют бункер, в то время как Сойер, Джин и Майкл узнают, что их похитители являются выжившими из хвостовой части самолёта.

## Сюжет

### Воспоминания
Действие происходит после того, как Хьюго «Хёрли» Рейес узнал о своём выигрыше в лотерее. Хёрли держит информацию о своём выигрыше втайне ото всех и он увольняется со своей работы в ресторане фаст-фуда вместе со своим другом Джонни. Пара проказничает над своим бывшим боссом и идёт в музыкальный магазин, где Хёрли приглашает увидеться свою знакомую, Старлу, к которой он испытывает чувства. Хёрли просит Джонни пообещать ему, что ничего между ними никогда не изменится, и Джонни соглашается. Джонни подъезжает на местную заправку, чтобы купить немного пива, но замечает, что журналисты разговаривают с обслуживающим. Когда продавец громко выкрикивает, что Хёрли является обладателем выигрышного лотерейного билета, ошеломлённое выражение лица Джонни ясно показывает, что, несмотря на своё обещание, всё изменилось.

### На острове
На станции «Лебедь» Хёрли с трудом пытается справиться с заданием по распределению еды. Чарли Пэйс спрашивает Хёрли, есть ли в бункере еда, в частности арахисовое масло для Клэр Литтлтон, но Хёрли не отвечает ему. Хёрли решает заручиться помощью Роуз Хендерсон-Нэдлер, чтобы помочь ему провести инвентаризацию. В какой-то момент Хёрли снится странный сон, в котором Джин-Су Квон на английском говорит ему, что «всё изменится». Хёрли становится всё менее и менее уверенным в своей способности по распределению еды. Он пытается бросить это дело, но Джон Локк не разрешает ему. Затем Хёрли готовится взорвать кладовую при помощи динамита, но вмешивается Роуз. Он объясняет, что еда, новооткрытое богатство для выживших, изменит всё и все станут ненавидеть его, также как и с выигрышем в лотерею; однако Роуз отговаривает его от этого плана. Позже Хёрли сообщает Джеку Шепарду о своём решение раздать всем еду. Еду свободно раздают и выжившие наслаждаются пиршеством. Все оценивают решение Хёрли, включая Чарли, который обнимает своего благодетеля в качестве примирения.
Джеймс «Сойер» Форд, Майкл Доусон и Джин узнают, что их похитителями являются выжившими из хвостовой части Oceanic 815, и их ведут на станцию DHARMA Initiative, которую они используют в качестве убежища. Женщина по имени Либби говорит, что выживших было 23, хотя их осталось совсем немного.
Между тем, бутылку с записками с плота, на котором путешествовали Майкл, Сойер, Джин и Уолт Ллойд, приносит течением к берегу. Клэр и Шеннон Рутерфорд отдают её Сун-Хва Квон, жене Джина, и она решает закопать бутылку на пляже. В бункере Джек и Саид Джарра исследуют таинственное бетонное ограждение, блокирующее то, что оказывается коридором в другую секцию бункера. Они обнаруживают, что барьер очень плотный, и что коридор также заблокирован на уровне фундамента. Позже Джек и Кейт Остин испытывают момент сексуального напряжения, когда она выходит из душа, обёрнутой лишь полотенцем.

## Производство

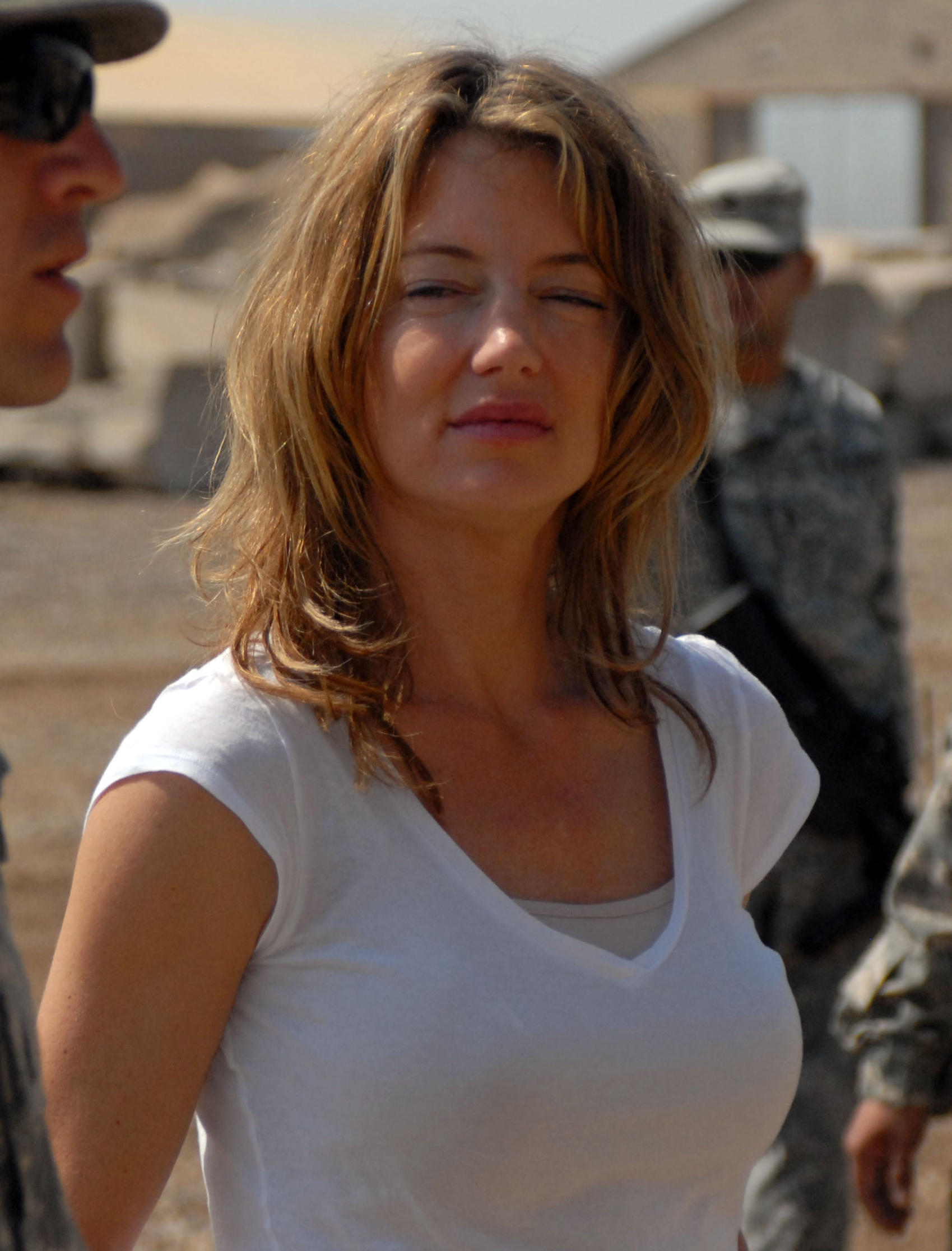
Синтия Уотрос не думала, что её возьмут на роль Либби.

«Все ненавидят Хьюго» был единственным эпизодом сериала, снятым Аланом Тейлором. Тейлор ранее снимал эпизоды сериалов «Клан Сопрано» и «Секс в большом городе». Сценарий к эпизоду был написан Эдвардом Китсисом и Адамом Хоровицем, которые ранее написали сценарий к эпизоду «Рождённая бежать».
Персонаж Либби, в исполнении Синтии Уотрос, был впервые представлен в этом эпизоде. Изначально Либби должна была выглядеть 40-летней или 50-летней женщиной. Роль должна была сыграть Дженнифер Джейсон Ли, но вместо неё роль отошла Уотрос. Когда Уотрос проходила пробы на роль, она не думала, что она в итоге её получит. Как только она её получила, Уотрос и её дочери-близнецы сразу же переехали из Лос-Анджелеса на Гавайи. Также в этом эпизоде был представлен персонаж Бернарда. Поскольку Роуз является чёрной, продюсеры считали, что зрители будут ожидать того, что муж Роуз тоже будет чёрным, и они сделали Бернарда белым, чтобы удивить зрителей. Они ожидали, что зрители станут предполагать, что Мистер Эко (Адевале Акиннуойе-Агбадже), будучи единственным чёрным мужчиной в группе выживших из хвостовой части самолёта, является Бернардом. Л. Скотт Колдуэлл, исполнительница роли Роуз, не была в курсе их планов и она представляла у себя в голове своего мужа, высокого чернокожего мужчину, когда она играла в своих сценах. Когда она узнала, что Бернард будет белым, она была удивлена, но не шокирована.
В этом эпизоде Радж К. Боуз, сыгравший продавца, был впервые указан в титрах. Боуз был актёром массовки в сериале, играя выжившего из самолёта и бортпроводника. Боуз изначально должен был сыграть Санджея в эпизоде первого сезона «Рождённая бежать», но был вынужден отказаться, так как ему пришлось учить маркетингу в Университете Финикса. Агент по подбору актёров Маргарет Доверсола позже попросила Боуза пройти пробы на роль продавца и он получил её.
Для сцены флэшбека на заправке, команда на день арендовала заправку 7-11. Когда Хёрли водил фургон, его на самом деле толкали, чтобы устранить какой-либо звук из автомобиля. Однако, каждый раз, когда толкали фургон, он либо глохнул, либо двигался не вовремя. Как только эта проблема была решена, начался дождь, но он в конечном счёте прекратился и команде удалось получить кадры до окончания съёмок в полночь. Сцена сна Хёрли была снята на Hawaii Film Studio, где был построен бункер. После каждого отснятого кадра, где Хёрли ел еду в бункере, старая еда заменялась новой. Гарсиа на самом деле не ел всю еду, он иногда просто жевал её, а затем выплёвывал в мусорное ведро. Голова курицы, которую Боузу пришлось носить, была крайне тяжёлой, и из-за этого актёру Дэниелу Дэ Киму пришлось держать её, пока Боуз говорил свои реплики.

## Реакция
Согласно рейтинговой системе Нильсена, «Все ненавидят Хьюго» в среднем посмотрело 21.7 миллионов зрителей. «Все ненавидят Хьюго» стал самым просматриваемым эпизодом в ночь его выхода четвёртую неделю подряд и вторым самым просматриваемым эпизодом недели.
Мак Слокум из Film Fodder посчитал, что Хёрли был лучше представлен публике. Киту Макдаффи из TV Squad эпизод понравился тем, что там было раскрыто больше фактов из прошлого Хёрли, и понравилось, когда выяснилось, что есть выжившие из другой половины Oceanic 815. «TelevisionWithoutPity.com» дал эпизоду оценку «B-».